# Charles Dickens
Charles John Huffam Dickens (n. 7 februarie 1812, Landport⁠(d), Anglia, Regatul Unit al Marii Britanii și Irlandei – d. 9 iunie 1870, Gads Hill Place⁠(d), Anglia, Regatul Unit al Marii Britanii și Irlandei) a fost un romancier, critic social și scriitor englez din secolul al XIX-lea.

## Biografie
El a fost un scriitor englez reprezentativ pentru realismul secolului al XIX-lea, cunoscut prin opere precum Marile speranțe, Aventurile lui Oliver Twist, David Copperfield, Martin Chuzzlewit, Dombey și fiul, Timpuri grele, Dugheana cu vechituri (Pravalia cu antichități), Documentele postume ale clubului Pickwich, Nicholas Nickleby, Barnaby Rudge, Poveste despre două orașe (ultimele două, romane istorice).
Se naște la 7 februarie 1812, în Portsmouth, Hampshire, ca fiu al lui John și al Elizabethei Dickens. În 1817, familia sa se mută în Chatham, Kent, în 1822 mutându-se din nou, în cartierul Camden Town, Londra. Primii ani ai vieții au fost unii foarte fericiți, petrecându-și timpul liber în compania romanelor de aventuri ale lui Tobias Smollett și Henry Fielding. Familia sa făcea parte din nobilimea de mijloc și i-a asigurat educația la o școală privată, dar totul avea să se schimbe după ce tatăl său a pierdut o sumă mare de bani în distracții și străduindu-se să-și mențină poziția socială, familia fiind trimisă la închisoarea datornicilor.
La vârsta de 12 ani, Dickens este destul de matur ca să muncească zece ore pe zi în fabrica de cremă de ghete a lui Warren (aflată în apropiere de stația de cale ferată Charing Cross), pentru șase șilingi pe săptămână. Cu acești bani trebuie să-și achite cazarea și să încerce să-și ajute familia. După o perioadă de timp, situația familiei se îmbunătățește în urma unei moșteniri venite din partea familiei tatălui.
Familia Dickens iese din închisoarea săracilor, dar mama îl lasă pe Charles să lucreze în continuare la fabrica de cremă de ghete. Dickens n-o va ierta niciodată și acest resentiment, precum și situația grea a clasei în mijlocul căreia și-a trăit o parte din copilărie vor deveni teme majore ale operei sale. Avea să-i spună mai târziu biografului său: „Niciun sfat, nicio aprobare, nicio încurajare, nicio consolare, niciun sprijin din partea nimănui de care să-mi amintesc, așa că, ajută-mă, Doamne!”.
Din 1827 a început să lucreze ca funcționar într-un birou de avocatură, având șansa să ajungă avocat. Nu i-a plăcut însă această profesie și după o scurtă perioadă de timp, în care a lucrat ca stenograf la tribunal, a devenit ziarist, relatând dezbaterile parlamentare și călătorind prin Anglia cu poștalionul, ca să scrie despre campaniile electorale. Reportajele sale vor fi publicate sub titlul „Schițe de Boz” (în engleză Sketches by Boz), Boz fiind pseudonimul său literar. Va continua să publice în ziare cea mai mare parte a vieții. În acești ani publică primul său roman, The Pickwick Papers.
Prima sa povestire a fost publicată în Monthly Magazine, în anul 1833, cu pseudonimul Boz. Cu același pseudonim a publicat și în Morning Chronicle și London Evening Chronicle. Povestirile au devenit foarte populare și în 1836 au fost reunite în volumul Sketches by Boz. Tot în anul 1836, Dickens a acceptat postul de editor la revista Bentley's Miscellany, o poziție pe care a deținut-o timp de trei ani, perioada în care editorul William Hall se angaja să îi publice The Pickwick Papers în 20 de numere lunare, apoi Oliver Twist în 1838 și The Life and Adventures of Nicholas Nickleby în 1839, de asemenea, publicate lunar în Bentley's Miscellany.
Pe 2 aprilie 1836 se căsătorește cu Catherine Hogarth, împreună cu care va avea zece copii. În acest an acceptă un post de editor la Bentley's Miscellany, unde va rămâne până în 1839. Alte două ziare la care a publicat foarte mult au fost Household Words și All the Year Round.
În 1842, în timp ce vizita Statele Unite, a incriminat sclavia. A investit o parte a drepturilor sale de autor într-un ziar radical nou, Daily News. A devenit astfel editor și în primul număr, în ianuarie 1846, a scris un articol în care pleda pentru educație, libertate religioasă, egalitate în fața legii. Ziarul n-a avut succes și a demisionat din funcția de editor iar în 1850 începea să editeze revista săptămânală Household Words. Tot în 1850 a apărut celebrul roman David Copperfield. A publicat în Household Words, sub formă de foileton, romanul său social Hard Times (1854). În 1859 a scos o altă revistă, All the Year Round, în care a publicat romane ale unor scriitori britanici ai momentului, precum și propriile scrieri: A Tale of Two Cities (1859) și Great Expectations (1860-1861). A continuat să publice în această revistă până la moartea sa.
În 1868 divorțează de soția sa, dar aceasta va locui la Gad’s Hill până la moarte. Dickens continuă să lucreze și să facă turnee de promovare a romanelor sale, iar în 1868 face a doua călătorie în SUA, unde remarcă schimbările survenite în urma Războiului Revenit în Anglia, de asemenea își continuă turneele în Scoția și Irlanda. În timpul unui astfel de turneu suferă un prim infarct în anul 1869 după care urmează o perioadă de odihnă. 
Deși la început au fost fericiți, Catherine era acum obosită și nu-i mai putea oferi lui Dickens energia de care avea nevoie. Primele semne de insatisfacție apăruseră în 1855, când mersese să se întâlnească cu prima lui iubire, Maria Beadnell, care era de asemenea căsătorită.
Pe 9 iunie 1865, în timp ce se întorcea din Franța, unde fusese să o vadă pe Ellen Ternan (o actriță pe care o cunoscuse în 1857), Dickens este implicat într-un accident de cale ferată în care șase vagoane ale trenului în care se afla alunecă de pe podul peste care acesta trecea. Singurul vagon de clasa întâi care rămâne pe șine este cel în care se află Dickens, împreună cu Ellen și mama acesteia. Petrece un timp între viață și moarte, până când vin ajutoare și când pleacă în sfârșit, își amintește de manuscrisul neterminat al romanului Our Mutual Friend (Prietenul nostru comun) și se întoarce la vagon. Reușește să evite un posibil scandal, cauzat de prezența Ellenei și a mamei acesteia, dar incidentul lasă urmări grave în starea lui de spirit. Ellen va continua să-i fie prietenă și, probabil, amantă, tot restul vieții.
Petrece mult timp în întâlniri cu publicul cititor, unde citește din cele mai bune romane ale sale. Fascinația sa pentru teatru ca mijloc de evadare din real este reflectată în romanul Nicholas Nickleby.
Fără îndoială, cel mai cunoscut roman al lui Charles Dickens este “Marile speranțe” (1860), care urmărește destinul orfanului Pip, nepot al unui fierar, care vine la Londra cu visul de a deveni gentleman. Averea, care îl ajută să acceadă în înalta societate, îi este dăruită lui Pip, fără ca acesta să știe adevărul, de către un fost ocnaș, pe care tânărul îl ajutase odată. Banii îi parvin printr-un avocat, Jaggers, care îi comunica faptul ca dorința protectorului bogat este ca “băiatul (Pip) să fie scos din viața pe care o duce și să fie educat pentru a deveni un gentleman. Într-un cuvânt, să fie educat ca un tânăr cu mari speranțe”. De la acest moment încolo, Pip își ignora prietenii săraci, iar comportamentul său este tot mai mult falsificat de prejudecățile timpului. La momentul adevărului, întâlnirea cu fostul ocnaș, Magwich, care îi dăruise banii, Pip este debusolat: “Sila pe care o simțeam – spune el – față de omul acesta, teama pe care mi-o trezea, scârba cu care mă chirceam de frica lui n-ar fi putut să fie mai mari dacă ar fi fost cea mai crudă fiară”. Consecințele sunt dezastruoase pentru tânărul care considera că banii ocnașului sunt “murdari”, renunță la avere și la “marile speranțe”. Până la urmă va găsi resursele interioare ca să depășească acest moment și să-și reconstruiască o situație onorabilă.
Pe 2 decembrie 1867 are prima întâlnire cu cititorii în Statele Unite, la New York. Aceste întâlniri cer însă mult efort și vor contribui la deteriorarea stării lui de sănătate. Se stinge din viață la 9 iunie 1870, în urma unui atac de cord. Este înmormântat în Colțul poeților din Catedrala Westminster.

## Opere
- The Pickwick Papers (1836–1837)
- Oliver Twist (1837–1839)
- Nicholas Nickleby (1838–1839)
- The Old Curiosity Shop (1840–1841)
- Barnaby Rudge (1841)
- A Christmas Carol (1843)
- Martin Chuzzlewit (1843–1844)
- The Chimes (1844)
- The Cricket on the Hearth (1845)
- The Battle of Life (1846)
- Dombey and Son (1846–1848)
- David Copperfield (1849–1850)
- Bleak House (1852–1853)
- Hard Times (1854)
- Little Dorrit (1855–1857)
- A Tale of Two Cities (1859)
- Great Expectations (1860–1861)
- Our Mutual Friend (1864–1865)
- The Mystery of Edwin Drood (1870; neterminat la data decesului lui Dickens; finalul nu este cunoscut)